# Kevin Sessa
Kevin Simone Sessa (* 6. července 2000) je německý profesionální fotbalista, který hraje na pozici záložníka za klub Hertha BSC.

## Klubová kariéra
Dne 3. června 2024 podepsal Sessa tříletou smlouvu s Herthou BSC.

## Osobní život
Sessa je po svém otci argentinského původu. Jeho starší bratr Nicolás je také fotbalista.

## Statistiky

### Klubové
Platí k zápasu hranému 18. května 2024.
| Klub              | Sezóna            | Liga              | Liga   | Liga | Národní pohár | Národní pohár | Kontinentální | Kontinentální | Ostatní | Ostatní | Celkově | Celkově |
| Klub              | Sezóna            | Soutěž            | Zápasy | Góly | Zápasy        | Góly          | Zápasy        | Góly          | Zápasy  | Góly    | Zápasy  | Góly    |
| ----------------- | ----------------- | ----------------- | ------ | ---- | ------------- | ------------- | ------------- | ------------- | ------- | ------- | ------- | ------- |
| Heidenheim        | 2017/18           | 2. Bundesliga     | 2      | 0    | 0             | 0             | —             | —             | —       | —       | 2       | 0       |
| Heidenheim        | 2018/19           | 2. Bundesliga     | 2      | 0    | 0             | 0             | —             | —             | —       | —       | 2       | 0       |
| Heidenheim        | 2019/20           | 2. Bundesliga     | 2      | 0    | 1             | 0             | —             | —             | 2       | 0       | 5       | 0       |
| Heidenheim        | 2020/21           | 2. Bundesliga     | 30     | 2    | 0             | 0             | —             | —             | —       | —       | 30      | 2       |
| Heidenheim        | 2021/22           | 2. Bundesliga     | 21     | 2    | 0             | 0             | —             | —             | —       | —       | 21      | 2       |
| Heidenheim        | 2022/23           | 2. Bundesliga     | 32     | 3    | 2             | 0             | —             | —             | —       | —       | 34      | 3       |
| Heidenheim        | 2023/24           | Bundesliga        | 30     | 3    | 2             | 0             | —             | —             | —       | —       | 32      | 3       |
| Heidenheim        | Celkově           | Celkově           | 119    | 10   | 5             | 0             | —             | —             | —       | —       | 124     | 10      |
| Hertha            | 2024/25           | 2. Bundesliga     | 0      | 0    | 0             | 0             | —             | —             | 0       | 0       | 0       | 0       |
| Celkově v kariéře | Celkově v kariéře | Celkově v kariéře | 119    | 10   | 5             | 0             | 0             | 0             | 2       | 0       | 126     | 10      |